# Distretto di Thung Tako
Il distretto di Thung Tako (in thailandese: ทุ่งตะโก) è un distretto (amphoe) della Thailandia, situato nella provincia di Chumphon.